# Store Trolltind
Der Store Trolltind ist der zweithöchste Punkt der Trolltindane-Kette im Skandinavischem Gebirge. Von ihm aus fällt in das Romsdalen die nahezu senkrechte Trollveggen-Steilwand ab, die mit einem Höhenunterschied von ca. 1700 m die höchste Wand Europas ist.
Der einfachste Anstieg erfolgt vom Parkplatz am Trollstigen ca. 5 km südwestlich. Seilausrüstung ist für die Besteigung erforderlich.